# Aligar Rampura
Aligarh Rampura és una població del Rajasthan, antigament part del principat de Tonk, situada a 25° 57′ 53″ N, 76° 07′ 26″ E / 25.96472°N,76.12389°E a uns 110 km a l'est de Jaipur. Antigament només s'anomenava Rampura.
Fou ocupada pels britànics el 1804 però restaurada a Holkar el 1805 en el tractat de pau. El 1818, derrotar Holkar a la tercera Guerra Maratha, els britànics van cedir Rampura a Amir Khan Pindari, que per tractat de pau del novembre de 1817 havia obtingut Tonk com a principat hereditari amb títol de nawab, com a donació lliure de renda. El 1881 tenia 3.378 habitants.